# Judith Weir
Dame Judith Weir DBE (Cambridge, 11 maggio 1954) è una compositrice inglese, Master of the Queen's Music.

## Biografia
È nata a Cambridge, Inghilterra, da genitori scozzesi.  Era una suonatrice di oboe, si esibiva con l'Orchestra Nazionale dei Giovani della Gran Bretagna. Ha studiato con Sir John Tavener, mentre era ancora a scuola (North London Collegiate School) e successivamente con Robin Holloway al King's College, Cambridge e nel 1975 ha frequentato la scuola estiva a Tanglewood, dove ha lavorato con Gunther Schuller, diplomandosi nel 1976. In seguito ha lavorato per molti anni nelle scuole e si è dedicata all'istruzione degli adulti nelle zone di campagna dell'Inghilterra meridionale. Seguì un periodo di lavoro in Scozia, insegnando presso l'Università di Glasgow e la Royal Scottish Academy of Music and Drama.
La sua musica attinge spesso a fonti di storia medievale, come i racconti popolari e la musica della terra d'origine dei suoi genitori, la Scozia. Anche se ha ottenuto fama internazionale per le sue composizioni orchestrali e da camera, la Weir è più nota per le sue opere ed i lavori teatrali. Dal 1995 al 2000 è stata Direttore Artistico del Festival Spitalfields a Londra. Ha ricoperto la carica di Compositore Associato per l'Orchestra Sinfonica di Birmingham dal 1995 al 1998. Ha ricevuto il Premio Stoeger del Lincoln Center nel 1997, il premio South Bank Show per la musica nel 2001 e l'ISM's Distinguished Musician Award nel 2010. Nel 2007 è stata la terza ad aggiudicarsi la Medaglia della Regina per la Musica. È stata Visiting Distinguished Research Professor in Composition all'Università di Cardiff nel 2006-2009.
Nel 2005, Weir è stata nominata CBE per i servizi prestati alla musica. Il 30 giugno 2014, il Guardian dichiarò che sarebbe stata annunciata la sua nomina a Maestro di Musica della Regina, succedendo nell'incarico a Sir Peter Maxwell Davies (il cui mandato era scaduto nel marzo 2014); questo fu confermato ufficialmente il 21 luglio. Nel maggio 2015, Weir ha vinto The Ivors Classical Music Award all'Ivor Novello Awards.
La Weir è membro della Incorporated Society of Musicians.

## Musica
Il linguaggio musicale della Weir è piuttosto conservatore nella sua meccanica, con un "colpo di mano per far sì che semplici idee musicali appaiano appena misteriose." La sua scrittura musicale operistica è talvolta paragonata a quella di Britten, ed è stato descritta come "due rime baciate alternate ad un verso sciolto". Il suo primo lavoro teatrale, Il ragno nero, era un un'opera in un atto che debuttò a Canterbury nel 1985, liberamente tratta dal romanzo breve omonimo di Jeremias Gotthelf. Ha poi scritto altre "micro-opere", tre opere di lunghezza normale e un'opera per la televisione. Nel 1987, la sua prima opera di mezza lunghezza, Una Notte all'Opera Cinese, la cui prima fu rappresentata al Kent Opera. Questa fu seguita da altre sue due opere di lunghezza normale, The Vanishing Bridegroom (1990) e Blonde Eckbert (1994), quest'ultima commissionata dal National Opera. Nel 2005 la sua opera Armida, un'opera per la televisione, debuttò su Channel Four nel Regno Unito). Il lavoro fu scritto in collaborazione con Margaret Williams. I lavori più importanti commissionati alla Weir comprendono woman.life.song (2000) per Jessye Norman e We are Shadows (1999) per Simon Rattle. Nel gennaio 2008, Weir è stata al centro del week-end del compositore dell'anno della BBC presso il Barbican Centre di Londra. La quattro giorni di programmi si è conclusa con una prima esecuzione del suo nuovo incarico, CONCRETE, un mottetto corale. Il soggetto di questo pezzo è stato ispirato dall'edificio stesso del Barbican - lei lo descrive come 'un immaginario sito archeologico del Barbican Centre, scavando una tana attraverso 2.500 anni di macerie storiche'.
La prima esecuzione pubblica dell'arrangiamento della Weir dell'Inno nazionale inglese, God Save the Queen fu data alla cerimonia della nuova sepoltura del Re Riccardo III d'Inghilterra alla Cattedrale di Leicester il 26 marzo 2015.

### Opere
| The Black Spider (6 marzo 1985, Canterbury)                           | Blond Eckbert (20 aprile 1994, Londra)                                     |
| The Consolations of Scholarship (5 maggio 1985, Università di Durham) | Armida (2005, television broadcast for Channel Four in the United Kingdom) |
| A Night at the Chinese Opera (8 luglio 1987, Cheltenham)              | Miss Fortune (Achterbahn) (21 luglio 2011, Bregenzer Festspiele)           |
| The Vanishing Bridegroom (1990, Glasgow)                              |                                                                            |

Miss Fortune (Achterbahn)
Il 21 luglio 2011, la sua nuova opera dopo 17 anni da Blond Eckbert del 1994, Miss Fortune (Achterbahn), in prima al Festival di Bregenz in Austria. Fu una co-produzione con la Royal Opera House, Covent Garden, Londra, e fu scritta in inglese.
L'opera rielabora una storia popolare siciliana come una parabola contemporanea. Gerhard R. Koch, recensendo Sul giornale Frankfurte Allgemeine del 25 luglio fece queste osservazioni:
La musica di Judith Weir che ha scritto anche il libretto dell'opera, non è né avanguardia pura né sperimentale, ma ha estratto lo stile folcloristico e le voci cantate come fece Britten, ma senza diventare retrospettiva. Tonalità e atonalità non sono applicate in maniera rigorosamente antitetica, quindi le idee dei minimalisti americani Reich e Riley sono molto presenti. Questa musica ha un colore e un impulso ritmico; essa crea sonorità particolari, senza perdersi in modelli descrittivi.
Miss Fortune va in scena a Londra nel marzo 2012, ottenendo almeno due recensioni negative. Edward Seckerson sull'Independent (Londra) scrisse di una "Miss Fortune (signora Fortuna) di nome e di fatto" e ha descritto l'opera come "sciocca e ingenua" e "uno spreco di talento e di risorse", con un libretto che "oscilla tra la banalità e la commedia involontaria (o è ironia?), pieno di luoghi comuni e goffe metafore" e "scaltro come un visitatore da Venere". Andrew Clements scrisse sul Guardian di "due lunghe ore nella opera house", con scene che "si succedono come cartoni animati, senza caratterizzazione reale o un confronto, e senza indicare una forma drammatica".
La prima americana di Miss Fortune fu originariamente programmata nel 2011 Santa Fe Opera per far parte della sua stagione 2014, ma nell'estate del 2012 fu annunciato sarebbe stata sostituita dalla prima nord americana di Huang Ruo's Dr. Sun Yat-sen.

### Incisioni
- Judith Weir: Discography
- A Night at the Chinese Opera – NMC D060
- King Harald's Saga – Cala CACD88040
- Piano Concerto; Distance and Enchantment; various other chamber works – NMC D090
- Blond Eckbert Nicholas Folwell (baritone), Blond Eckbert; Anne-Marie Owens (mezzo soprano), Berthe; Christopher Ventris (tenor), Walther / Hugo / An Old Woman; Nerys Jones (soprano), A bird; Chorus and Orchestra of English National Opera; Sian Edwards (conductor) Collins Classics: CD14612 / NMC: NMC D106
- On Buying a Horse: The songs of Judith Weir On Buying a Horse; Ox Mountain Was Covered by Trees; Songs from the Exotic; Scotch Minstrelsy; The Voice of Desire; A Spanish Liederbooklet; King Harald's Saga; Ständchen. Susan Bickley (mezzo soprano), Andrew Kennedy (tenor), Ailish Tynan (soprano), Ian Burnside (piano) Signum SIGCD087
- The Vanishing Bridegroom. Ailish Tynan (soprano), Anna Stéphany (soprano), Andrew Tortise (tenor), Owen Gilhooly (baritone), Jonathan Lemalu (bass-baritone), BBC Singers, BBC Symphony Orchestra; Martyn Brabbins (conductor) – NMC D196